# Septoria pisi
Septoria pisi är en svampart som beskrevs av Westend. 1857. Septoria pisi ingår i släktet Septoria och familjen Mycosphaerellaceae.   Inga underarter finns listade i Catalogue of Life.